# Arewszat (Ararat)
Arewszat – wieś w Armenii, w prowincji Ararat. W 2011 roku liczyła 2444 mieszkańców.